# Söndags-Nisse

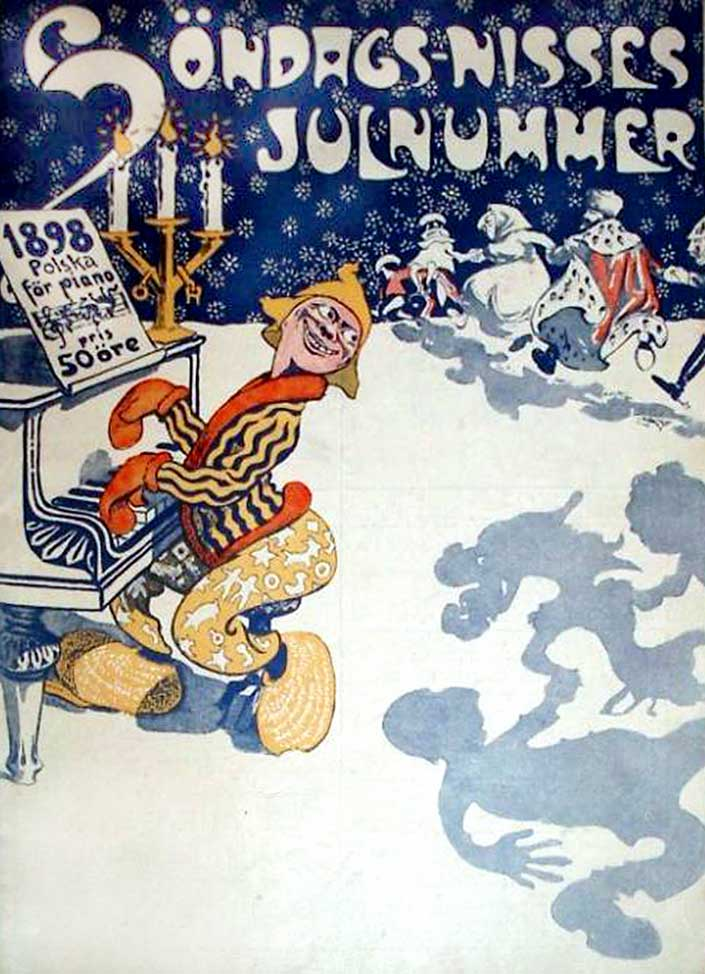
Portada de la revista

Söndags-Nisse ( Domingo Nisse en español) fue una revista humorística en lengua sueca publicada en Suecia.

## Historia
Söndags-Nisse fue fundada por Gustaf Wahlbom en 1862. La revista contribuyó a la carrera del dibujante Oskar Andersson. Otros colaboradores de la revista fueron Carl Larsson y Jenny Nyström.
Grönköpings Veckoblad, una revista política satírica, empezó como una sección de la Söndags-Nisse en 1902.  La publicación cesó en 1924.
Los dibujos originales de Gustaf Wahlbom se conservan archivados en el Museo Nacional de Suecia.